# Équipe de Slovaquie de football
Cet article traite de l'équipe masculine. Pour l'équipe féminine, voir Équipe de Slovaquie féminine de football.
Maillots
L'équipe de Slovaquie de football (Slovenské národné futbalové mužstvo) est la sélection de joueurs slovaques représentant leur pays lors des compétitions internationales de football masculin, sous l'égide de la Fédération slovaque de football.
Une première sélection slovaque est créée en 1939, à la suite de la dissolution de la Tchécoslovaquie par le Troisième Reich, de même qu'une sélection de Bohême-Moravie. Jusqu'en 1944, elle joue seize matchs amicaux. À la fin du conflit planétaire, l'équipe slovaque disparait tandis que l'équipe de Tchécoslovaquie est rétablie. Celle-ci remportera notamment le championnat d'Europe 1976.
La partition de la Tchécoslovaquie au 1er janvier 1993 entraine la disparition de l'équipe de Tchécoslovaquie, qui est effective en novembre 1993 à la fin de son dernier match des éliminatoires de la Coupe du monde 1994, disputé sous la bannière de « Représentation des Tchèques et Slovaques ». L'équipe de la Slovaquie nouvellement indépendante est de retour officiellement en février 1994. Les résultats de la Slovaquie sont dans un premier temps au-dessous de ceux de la Tchéquie. Ainsi, dans les années 1990 et 2000, la sélection slovaque ne parvient pas à se qualifier pour un tournoi majeur. Après des barrages disputés en 2006, la Slovaquie se qualifie en 2010 pour sa première phase finale de Coupe du monde, dont elle atteint les huitièmes de finale. Par la suite, elle se qualifie pour le championnat d'Europe 2016, le championnat d'Europe 2021 et le championnat d'Europe 2024.
De 1994 à 2009, le stade principal de la sélection est le Tehelné pole, de 30 085 places, mais celui-ci est démoli en 2013. Depuis 2009, la sélection slovaque n'a pas de stade fixe, utilisant toutefois assez souvent le stade Pod Dubňom et le stade Antona Malatinského. La sélection est entraînée par Francesco Calzona depuis août 2022.
Les Slovaques ont terminé l'année 2024 au 41e rang mondial et au 23e rang européen selon le classement FIFA.

## Histoire

### Le football en Slovaquie austro-hongroise puis tchécoslovaque
Dans les années 1890 et 1900, le football commence à arriver en Europe centrale, touchant notamment l'Autriche-Hongrie. L'Autriche, la Hongrie adhèrent à la FIFA ; dans la même période, une équipe de Bohême et Moravie est mise en place, dans les alentours de Prague. A contrario, en Slovaquie, région austro-hongroise, le football ne connaît pas d'essor comparable à ses voisins.

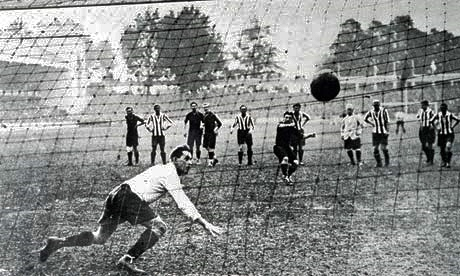
La première apparition internationale officielle de la Tchécoslovaquie lors des Jeux olympiques d'Anvers de 1920.

Après la fin de la Première Guerre mondiale, la Slovaquie fusionne avec un territoire approximativement semblable à celui de la Bohême et de la Moravie pour donner la Tchécoslovaquie. Sa sélection nationale de football est créée en 1920 lors des Jeux olympiques d'Anvers. Dans les années 1920, le football tchécoslovaque se développe, mais plus du côté tchèque que du côté slovaque : les premiers clubs professionnels du pays sont tchèques, et les clubs les plus redoutés de l'époque sont à Prague. Les premières Coupes du monde généralisent l'engouement populaire de la sélection tchécoslovaque, avec une moyenne de 30 000 spectateurs, et un retour en héros pour les joueurs, majoritairement tchèques, après la finale perdue de 1934.
L'Association slovaque de football est fondée en 1938, dans le cadre du démantèlement de la Première République tchécoslovaque mené par Adolf Hitler en conséquence des accords de Munich. En 1939, la scission de la Tchécoslovaquie engendre une scission sportive entre Bohême-Moravie et Slovaquie, débouchant sur la création de deux équipes nationales distinctes : l'équipe de Bohême-Moravie du côté tchèque, et une sélection historiquement inédite de joueurs slovaques du côté de la République slovaque ; de plus, en 1939, l'Association slovaque adhère à la FIFA, après un comité d'urgence à la suite des évènements exceptionnels.

### Première équipe de Slovaquie (1939-1945)

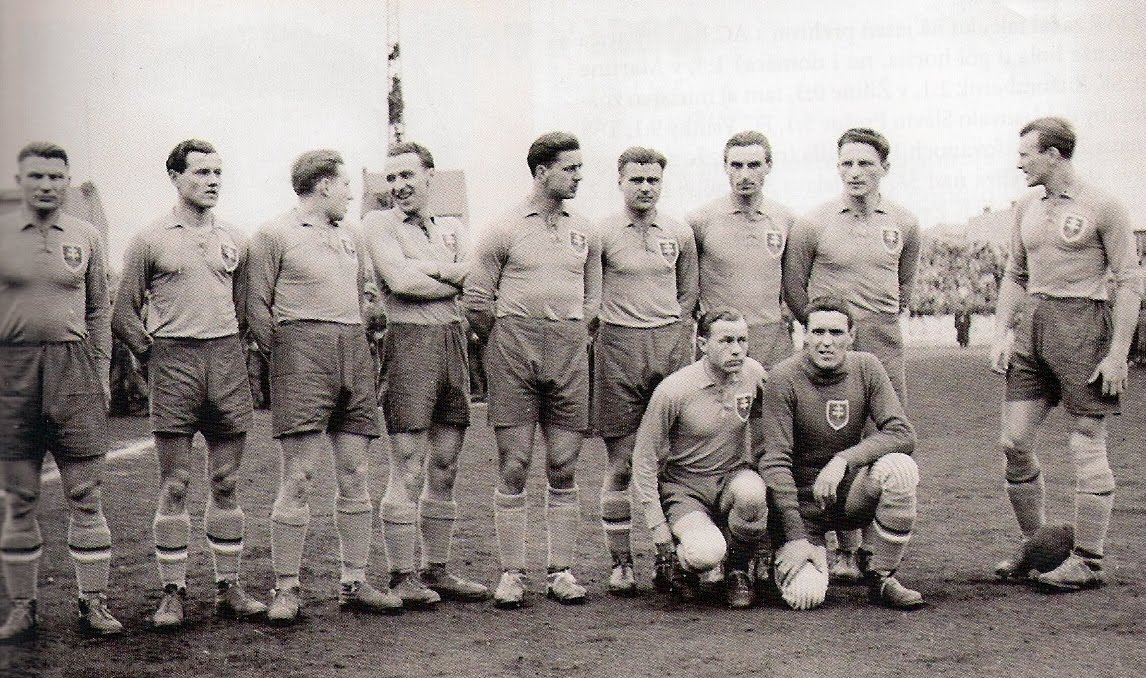
L'équipe de Slovaquie avant un match en 1940.

L'équipe de Slovaquie dispute son premier match officiel le 27 août 1939 face à l'Allemagne nazie. Les Slovaques l’emportent 2-0, grâce notamment à un but du jeune Ján Arpáš et de Jozef Luknár, ce dernier ayant déjà auparavant honoré une sélection équipe de Tchécoslovaquie, en 1938. On note que la plupart des joueurs allemands étaient en réalité originaires d'Autriche, partie intégrante du Reich depuis l'Anschluss.
Cette équipe n'a joué que des matches amicaux, contre des pays d'Europe centrale et orientale, satellites de l'Allemagne.
- 09/04/1944 vs. Croatie, en Croatie              3-7
- 13/06/1943 vs. Roumanie, en Roumanie              2-2
- 07/06/1943 vs. Croatie, en Slovaquie             1-3
- 10/04/1943 vs. Croatie, en              Croatie              0-1
- 22/11/1942 vs. Allemagne, en            Slovaquie             2-5
- 08/09/1942 vs. Croatie, en              Croatie              1-6
- 23/08/1942 vs. Roumanie, en             Slovaquie             1-0
- 07/06/1942 vs. Croatie, en              Slovaquie             1-2
- 07/12/1941 vs. Allemagne, en            Allemagne              0-4
- 14/10/1941 vs. Roumanie, en             Roumanie              2-3
- 28/09/1941 vs. Croatie, en              Croatie              2-5
- 07/09/1941 vs. Croatie, en              Slovaquie             1-1
- 15/09/1940 vs. Allemagne, en            Slovaquie             0-1
- 06/06/1940 vs. Bulgarie, en             Bulgarie             4-1
- 02/12/1939 vs. Allemagne, en            Allemagne              1-3
- 27/08/1939 vs Allemagne, en            Slovaquie             2-0[9]

Après la Seconde Guerre mondiale, le football slovaque est réintégré à la Tchécoslovaquie et les joueurs slovaques à l'équipe de Tchécoslovaquie.

### Retour de l'équipe de Tchécoslovaquie (1945-1993)
La majorité des joueurs tchécoslovaques qui remportèrent l’Euro 1976, étaient originaires de Slovaquie[réf. nécessaire].
Après la partition de la Tchécoslovaquie (janvier 1993), en deux États indépendants, les Républiques tchèque et slovaque continuèrent à jouer sous la bannière tchécoslovaque jusqu'à l'automne 1993, le temps que l'équipe de Tchécoslovaquie termine la compétition en cours, qualificative pour la Coupe du monde, dans laquelle elle était engagée. Dans le cadre des éliminatoires de la Coupe de monde 1994, la Tchécoslovaquie termina à la troisième place de son groupe, derrière la Belgique et la Roumanie, devant Chypre, le Pays de Galles et les Féroé, obtenant 4 victoires, 5 matchs nuls et 1 défaite (21 buts marqués et 9 buts encaissés) et fut éliminée.

### Renaissance de l'équipe de Slovaquie (depuis 1994)

#### Solideoutsider(1994-2006)
L’équipe de Slovaquie de football (Slovenské národné futbalové mužstvo) est constituée par une sélection des meilleurs joueurs slovaques sous l'égide de la Fédération de Slovaquie de football. La Fédération slovaque de football (Slovenský futbalový zväz) est fondée en 1993. Elle est affiliée à la FIFA depuis 1994 et est membre de l'UEFA depuis la même année.
Le retour sur la scène internationale d'une équipe nationale de Slovaquie a lieu le 2 février 1994 aux Émirats arabes unis (défaite 1-0). Le premier match à domicile de la Slovaquie se déroule à Bratislava le 20 avril 1994, contre la Croatie. Les Slovaques remportent alors leur première victoire, sur le score de 4 buts à 1.
Les résultats de la Slovaquie sont honorables, mais en deçà de ceux de la Tchéquie. La plus large défaite de la Slovaquie est enregistrée le 22 juin 1995, à Mendoza en Argentine contre l’Argentine.
La Slovaquie prend part à sa première compétition officielle, à l’occasion des éliminatoires de l’Euro 1996 : elle est éliminée en terminant troisième de son groupe, derrière la Roumanie et la France et devant la Pologne, Israël et l’Azerbaïdjan, enregistrant dans ces éliminatoires 4 victoires, 2 matchs nuls et 4 défaites, marquant 14 buts et encaissant 18 buts. Pour la Coupe du monde 1998, elle termine quatrième de son groupe, sur 6, avec 5 victoires, 1 match nul et 4 défaites, marquant 18 buts pour 14 encaissés et est également éliminée.
Les éliminations en phase préliminaire s'enchainent. Ainsi pour l’Euro 2000, elle termine troisième sur 6, derrière la Roumanie et le Portugal mais devant la Hongrie, l’Azerbaïdjan et le Liechtenstein, gagnant 5 matchs, faisant 2 matchs nuls et concédant 3 défaites, pour 12 buts marqués et 9 buts encaissés. Pour la Coupe du monde 2002, elle termine troisième sur 6 dans les éliminatoires, derrière les Suédois et les Turcs mais devant la Macédoine, la Moldavie et l’Azerbaïdjan. Pour l’Euro 2004, avec 3 victoires, 1 match nul et 4 défaites, elle se classe troisième derrière les favoris, (l’Angleterre et la Turquie), mais devant la Macédoine et le Liechtenstein, marquant 11 buts et encaissant 9 buts.

#### Lente émergence sur la scène mondiale (depuis 2006)
Une des plus larges victoires de l’équipe de Slovaquie est enregistrée le 8 septembre 2004, à Bratislava, contre le Liechtenstein, sur le score de 7 buts à 0, dans le cadre des éliminatoires de la Coupe du monde 2006. Deuxième de son groupe éliminatoire pour la Coupe du monde 2006 derrière le Portugal mais devant la Russie, l’Estonie, la Lettonie, le Liechtenstein et le Luxembourg, obtenant 6 victoires, 5 matchs nuls et 1 défaite, marquant 24 buts et encaissant 8 buts, la Slovaquie se qualifie pour les barrages. Elle tombe contre l’Espagne. Au match aller, au stade Vicente Calderón, elle s’incline sur le score de 5 buts à 1, malgré le but de Szilárd Németh à la 49e minute. Au match retour, à Bratislava, l’équipe de Slovaquie fait un match nul insuffisant pour permettre de se qualifier pour le Mondial 2006, 1-1 malgré le but de Filip Hološko à la 50e minute. Malgré une nouvelle victoire  à domicile à Dubnica nad Váhom, contre Saint-Marin, le 13 octobre 2007, sur le score de 7 buts à 0, dans le cadre des éliminatoires de l’Euro 2008, l’équipe de Slovaquie est éliminée, terminant quatrième de son groupe, derrière l’Irlande, l’Allemagne et la Tchéquie), devant les équipes réputés moins fortes (Chypre, Saint-Marin et le Pays de Galles, réalisant 5 victoires, un match nul et 6 défaites, marquant 33 buts et encaissant 23 buts.
Pour la Coupe du monde 2010, l’équipe de Slovaquie est placée dans un groupe de qualification plutôt hétérogène avec Saint-Marin, la Slovénie, la Tchéquie, la Pologne et l’Irlande du Nord et parvient à se qualifier pour la première fois pour une phase finale en terminant en tête.
Le 24 juin en Afrique du Sud, la Slovaquie crée la surprise au premier tour du mondial en éliminant l'Italie, tenant du titre, au terme d'un match très serré (3-2) et prend la deuxième place de son groupe, se qualifiant ainsi pour les 1/8e de finale. Les Slovaques sont éliminés de la Coupe du monde à ce stade, battus 2 buts à 1 par les Pays-Bas.
À la rentrée 2010, la sélection slovaque confirme sa prometteuse performance sud-africaine en reportant ses deux premiers matchs de poule des éliminatoires de l'Euro 2012, contre l'équipe de Macédoine (1-0) et surtout l'équipe de Russie de la génération dorée Archavine chez elle (1-0). Mais le 8 octobre, elle butte en déplacement contre l'équipe d'Arménie (3-1) puis est tenue en échec à domicile contre l'équipe d'Irlande (1-1). Malgré ce bon départ, elle est une fois de plus éliminée, terminant quatrième du groupe, derrière la Russie, l'Irlande et l'Arménie, avec 15 points, 4 victoires, 3 matchs nuls et 3 défaites, marquant 7 buts et encaissant 10 buts.
Lors des éliminatoires de la Coupe du monde 2014, l'équipe entame plutôt bien son parcours au sein du Groupe G. Elle débute par deux victoires contre le Liechtenstein et la Lettonie ainsi qu'un match nul contre la Lituanie. Elle enchaîne par la suite des résultats mitigés, notamment deux défaites (0-1 et 1-0) face à la Grèce ou encore un nul face au Liechtenstein. Malgré une victoire face à la Bosnie-Herzégovine lors de la 7e journée, la Slovaquie est éliminée à la suite de sa défaite (1-2) lors du match retour contre la Bosnie-Herzégovine, le 10 septembre 2013. Elle termine troisième du groupe, 12 points derrière la Grèce et la Bosnie-Herzégovine, avec 13 points, 3 victoires, 4 matchs nuls et 3 défaites, marquant 11 buts et encaissant 10 buts.
Pour les éliminatoires de l'Euro 2016, la Slovaquie est principalement opposée à l'équipe d'Espagne et l'équipe d'Ukraine. Elle réalise une excellente entrée en remportant son premier match contre les Ukrainiens à Kiev, leur infligeant leur première défaite à domicile depuis deux ans (1-0). Une victoire légèrement controversée pour la Slovaquie, deux penalties pour deux fautes de main en surface de réparation n'étant pas sifflées pour les Ukrainiens et le but égalisateur de ces derniers étant refusé pour une faute légère, d'ailleurs sifflée tardivement. Pour sa deuxième rencontre, elle reçoit l'Espagne et s'impose (2-1) mettant fin à une série d'invincibilité espagnole en cours depuis sept ans, ce qui lui permet de prendre la tête du groupe C avec 6 points contre 3 pour ses poursuivants, la Macédoine, l’Espagne et l’Ukraine. Elle enchaîne avec une victoire à l'extérieur en Biélorussie (1-3) et porte son total à 9 points, puis continue son parcours parfait face en Macédoine (0-2). En remportant son dernier match contre le Luxembourg (2-4), elle se qualifie pour la première fois de son histoire pour une compétition européenne en terminant deuxième de son groupe derrière l'Espagne mais devant l'Ukraine.
Lors du premier tour de l'Euro 2016, la Slovaquie hérite du groupe B et démarre mal la compétition, par une défaite contre le Pays de Galles (1-2). Elle se reprend ensuite en venant à bout de la Russie (2-1) et termine parmi les quatre meilleurs troisièmes grâce à un match nul et vierge face à l'Angleterre (0-0). Son parcours s'arrête en huitièmes de finale, face au champion du monde en titre allemand (0-3).
La Slovaquie échoue à se qualifier pour la Coupe du monde 2018, puisqu'elle termine comme moins bon deuxième de groupe et n'obtient donc pas le droit de disputer une confrontation aller-retour de barrage. Les coéquipiers de Marek Hamšík étaient placés dans le groupe F lors des éliminatoires et ont remporté 6 matchs et en ont perdu 4, dont 2 contre l'Angleterre, le leader du groupe, à l'aller comme au retour.
Lors des éliminatoires pour l'Euro 2020, la Slovaquie hérite du groupe E particulièrement relevé et serré. Elle termine troisième derrière la Croatie et le Pays de Galles quant à eux directement qualifiés, avec un bilan de 4 victoires, un nul et 3 défaites. Elle obtient toutefois la possibilité de disputer des matchs de barrages du fait de la qualification directe d'un grand nombre d'équipes présentes dans la Ligue B lors de l'édition 2018-2019 de Ligue des nations et doit d'abord éliminer à domicile l'Irlande. Le match est fermé et ne permet pas de départager les deux équipes (0-0 au bout de 120 minutes), avant de se solder finalement par une qualification slovaque au bout du suspense à l'issue de la séance de tirs au but (4 t.a.b. à 2). Les coéquipiers de Marek Hamšík ont un dernier de match de barrage à négocier, cette fois-ci à l'extérieur contre l'Irlande du Nord, tombeur surprise juste avant de la Bosnie à Sarajevo là aussi à l'issue des tirs au but. La Slovaquie s'impose en prolongations sur le score de 2-1, grâce à un but libérateur à la 110e minute de Michal Ďuriš ; alors que les Slovaques pensaient avoir réalisé le plus dur en première mi-temps avec un but à la 17e minute de Juraj Kucka, avant que Milan Škriniar n'égalise malencontreusement contre son camp à la 87e minute en faveur des Nord-Irlandais. La Slovaquie disputera son deuxième championnat d'Europe consécutif et est placée au sein du groupe E avec l'Espagne, la Pologne et la Suède. Elle ne remporte qu'un seul match contre la Pologne (2-1) pour deux défaites (0-1 contre la Suède, 0-5 contre l'Espagne) et termine comme moins bon troisième de groupe, insuffisant pour se qualifier pour la phase à élimination directe.
La Slovaquie, dernière du groupe 1 de Ligue B lors de la Ligue des nations 2018-2019 avec une seule victoire à domicile contre l'Ukraine déjà assurée d'être promue en Ligue A (4-1) contre 3 défaites, voit sa relégation en Ligue C pour l'édition suivante être annulée du fait du changement de format de la compétition décidée par l'UEFA. Elle finit cependant à nouveau dernière de sa poule lors de l'édition 2020-2021 de Ligue des nations avec une victoire (1-0 à domicile contre l'Écosse), un nul et 4 défaites et est reléguée en Ligue C pour la prochaine édition.
La Slovaquie connaît des débuts de qualifications pour la Coupe du monde 2022 mitigés avec 2 matchs nuls à l'extérieur contre Chypre (0-0) et de manière plus surprenante encore à domicile face à Malte, censé être l'adversaire le plus faible du groupe (2-2 après avoir été mené 2-0 en première période). Mais elle parvient à l'emporter contre toute attente lors de la troisième journée à domicile contre la Russie (2-1) et se relance dans la course à la qualification. Elle échoue cependant à se qualifier et termine troisième de son groupe avec 3 victoires, 5 nuls et 2 défaites.
La Slovaquie se qualifie ensuite pour l'Euro 2024 organisé en Allemagne en terminant deuxième de son groupe de qualifications derrière le Portugal avec un bilan de 7 victoires, un nul et 2 défaites (toutes 2 d'une courte tête contre les Lusitaniens),,. L'équipe a été tirée au sort dans le groupe E de l'Euro 2024, avec la Belgique, l'Ukraine et la Roumanie. Le 17 juin à Francfort-sur-le-Main, la Slovaquie a créé l'une des plus grandes surprises de l'histoire du tournoi en battant la Belgique 1-0,. La Slovaquie s'est finalement qualifiée pour la phase à élimination directe du tournoi. En huitième de finale, elle affrontait l'Angleterre, future finaliste, et s'inclinait 2-1 en prolongation. Ivan Schranz est devenu le co-meilleur buteur du Championnat d'Europe 2024.

## Résultats

### Parcours en Coupe du monde
Jusqu'en 1994 la Slovaquie fait partie de la Tchécoslovaquie. La sélection slovaque dispute le 31 août 1996 face aux îles Féroé  sa première rencontre de qualification en Coupe du monde. Engagée à cinq reprises dans les éliminatoires de la compétition, elle réussit sa meilleure performance en 2010, se qualifiant pour la phase finale et atteignant les huitièmes de finale de la compétition.
| Année | Position                     |      | Année                        | Position |                     | Année | Position |
| 1930  | Membre de la Tchécoslovaquie | 1974 | Membre de la Tchécoslovaquie | 2010     | Huitièmes de finale |       |          |
| 1934  | Membre de la Tchécoslovaquie | 1978 | Membre de la Tchécoslovaquie | 2014     | Non qualifiée       |       |          |
| 1938  | Membre de la Tchécoslovaquie | 1982 | Membre de la Tchécoslovaquie | 2018     | Non qualifiée       |       |          |
| 1950  | Membre de la Tchécoslovaquie | 1986 | Membre de la Tchécoslovaquie | 2022     | Non qualifiée       |       |          |
| 1954  | Membre de la Tchécoslovaquie | 1990 | Membre de la Tchécoslovaquie | 2026     | À venir             |       |          |
| 1958  | Membre de la Tchécoslovaquie | 1994 | Membre de la Tchécoslovaquie | 2030     | À venir             |       |          |
| 1962  | Membre de la Tchécoslovaquie | 1998 | Non qualifiée                | 2034     | À venir             |       |          |
| 1966  | Membre de la Tchécoslovaquie | 2002 | Non qualifiée                |          |                     |       |          |
| 1970  | Membre de la Tchécoslovaquie | 2006 | Non qualifiée                |          |                     |       |          |

| Meilleurs buteurs en Coupe du monde | Meilleurs buteurs en Coupe du monde | Meilleurs buteurs en Coupe du monde | Meilleurs buteurs en Coupe du monde |
| ----------------------------------- | ----------------------------------- | ----------------------------------- | ----------------------------------- |
| Joueur                              | Édition(s)                          | Buts                                | Matchs                              |
| Róbert Vittek                       | Afrique du Sud 2010                 | 3                                   | 4                                   |
| Kamil Kopúnek                       | Afrique du Sud 2010                 | 1                                   | 2                                   |

| 1930 à 1994 | Membre de la Tchécoslovaquie | Membre de la Tchécoslovaquie | Membre de la Tchécoslovaquie | Membre de la Tchécoslovaquie | Membre de la Tchécoslovaquie | Membre de la Tchécoslovaquie | Membre de la Tchécoslovaquie | Membre de la Tchécoslovaquie |     |    |    |    |    |     |    |
| 1998        | Non qualifiée                | Non qualifiée                | Non qualifiée                | Non qualifiée                | Non qualifiée                | Non qualifiée                | Non qualifiée                | Non qualifiée                | 4e  | 10 | 5  | 1  | 4  | 18  | 14 |
| 2002        | Non qualifiée                | Non qualifiée                | Non qualifiée                | Non qualifiée                | Non qualifiée                | Non qualifiée                | Non qualifiée                | Non qualifiée                | 3e  | 10 | 5  | 2  | 3  | 16  | 9  |
| 2006        | Non qualifiée                | Non qualifiée                | Non qualifiée                | Non qualifiée                | Non qualifiée                | Non qualifiée                | Non qualifiée                | Non qualifiée                | 2e  | 14 | 6  | 6  | 2  | 26  | 14 |
| 2010        | Huitièmes de finale          | 16e                          | 4                            | 1                            | 1                            | 2                            | 5                            | 7                            | 1er | 10 | 7  | 1  | 2  | 22  | 10 |
| 2014        | Non qualifiée                | Non qualifiée                | Non qualifiée                | Non qualifiée                | Non qualifiée                | Non qualifiée                | Non qualifiée                | Non qualifiée                | 3e  | 10 | 3  | 4  | 3  | 11  | 10 |
| 2018        | Non qualifiée                | Non qualifiée                | Non qualifiée                | Non qualifiée                | Non qualifiée                | Non qualifiée                | Non qualifiée                | Non qualifiée                | 2e  | 10 | 6  | 0  | 4  | 17  | 11 |
| 2022        | Non qualifiée                | Non qualifiée                | Non qualifiée                | Non qualifiée                | Non qualifiée                | Non qualifiée                | Non qualifiée                | Non qualifiée                | 3e  | 10 | 3  | 5  | 2  | 17  | 10 |
| 2026        | À venir                      | À venir                      | À venir                      | À venir                      | À venir                      | À venir                      | À venir                      | À venir                      |     |    |    |    |    |     |    |
| Total       | 1/6                          | -                            | 4                            | 1                            | 1                            | 2                            | 5                            | 7                            | -   | 74 | 35 | 19 | 20 | 127 | 78 |

| Premier match       | Nouvelle-Zélande 1-1 Slovaquie (15 juin 2010; Rustenburg, Afrique du Sud) |
| Plus large victoire | Slovaquie 3-2 Italie (24 juin 2010; Johannesburg, Afrique du Sud)         |
| Plus large défaite  | Slovaquie 0-2 Paraguay (20 juin 2010; Bloemfontein, Afrique du Sud)       |
| Meilleur résultat   | Huitièmes de finale en 2010                                               |
| Pire résultat       | Huitièmes de finale en 2010                                               |

### Parcours en Championnat d'Europe
Entre 1960 et 1992  la Slovaquie fait partie de la Tchécoslovaquie. La sélection slovaque dispute le 7 septembre 1994 face à la France sa première rencontre de qualification en Championnat d'Europe. Après cinq échecs en éliminatoires, elle parvient enfin à se qualifier pour la phase finale de l'Euro, en 2016, où elle atteint le stade des huitièmes de finale.
| Année | Position                     |      | Année                        | Position |                     | Année | Position |
| 1960  | Membre de la Tchécoslovaquie | 1988 | Membre de la Tchécoslovaquie | 2016     | Huitième de finale  |       |          |
| 1964  | Membre de la Tchécoslovaquie | 1992 | Membre de la Tchécoslovaquie | 2020     | 1er tour            |       |          |
| 1968  | Membre de la Tchécoslovaquie | 1996 | Non qualifiée                | 2024     | Huitièmes de finale |       |          |
| 1972  | Membre de la Tchécoslovaquie | 2000 | Non qualifiée                | 2028     | À venir             |       |          |
| 1976  | Membre de la Tchécoslovaquie | 2004 | Non qualifiée                | 2032     | À venir             |       |          |
| 1980  | Membre de la Tchécoslovaquie | 2008 | Non qualifiée                |          |                     |       |          |
| 1984  | Membre de la Tchécoslovaquie | 2012 | Non qualifiée                |          |                     |       |          |

| 1960 à 1992 | Membre de la Tchécoslovaquie | Membre de la Tchécoslovaquie | Membre de la Tchécoslovaquie | Membre de la Tchécoslovaquie | Membre de la Tchécoslovaquie | Membre de la Tchécoslovaquie | Membre de la Tchécoslovaquie | Membre de la Tchécoslovaquie |    |    |    |    |    |     |    |
| 1996        | Non qualifiée                | Non qualifiée                | Non qualifiée                | Non qualifiée                | Non qualifiée                | Non qualifiée                | Non qualifiée                | Non qualifiée                | 3e | 10 | 4  | 2  | 4  | 14  | 18 |
| 2000        | Non qualifiée                | Non qualifiée                | Non qualifiée                | Non qualifiée                | Non qualifiée                | Non qualifiée                | Non qualifiée                | Non qualifiée                | 3e | 10 | 5  | 2  | 3  | 12  | 9  |
| 2004        | Non qualifiée                | Non qualifiée                | Non qualifiée                | Non qualifiée                | Non qualifiée                | Non qualifiée                | Non qualifiée                | Non qualifiée                | 3e | 8  | 3  | 1  | 4  | 11  | 9  |
| 2008        | Non qualifiée                | Non qualifiée                | Non qualifiée                | Non qualifiée                | Non qualifiée                | Non qualifiée                | Non qualifiée                | Non qualifiée                | 4e | 12 | 5  | 1  | 6  | 33  | 23 |
| 2012        | Non qualifiée                | Non qualifiée                | Non qualifiée                | Non qualifiée                | Non qualifiée                | Non qualifiée                | Non qualifiée                | Non qualifiée                | 4e | 10 | 4  | 3  | 3  | 7   | 10 |
| 2016        | Huitième de finale           | Huitième de finale           | 4                            | 1                            | 1                            | 2                            | 3                            | 6                            | 2e | 10 | 7  | 1  | 2  | 17  | 8  |
| 2021        | 1er tour                     | 1er tour                     | 3                            | 1                            | 0                            | 2                            | 2                            | 7                            | 3e | 8  | 4  | 1  | 3  | 13  | 11 |
| 2024        | Huitième de finale           | Huitième de finale           | 4                            | 1                            | 1                            | 2                            | 4                            | 5                            | 2e | 10 | 7  | 1  | 2  | 17  | 8  |
| Total       | 3/8                          | -                            | 11                           | 3                            | 2                            | 6                            | 9                            | 18                           | -  | 78 | 39 | 12 | 27 | 124 | 96 |

### Parcours en Ligue des nations
| Édition   | Ligue | Phase de Groupe | Phase de Groupe | Phase de Groupe | Phase de Groupe | Phase de Groupe | Phase de Groupe | Phase de Groupe | Phase finale | Phase finale | Phase finale | Phase finale | Phase finale | Phase finale | Phase finale | Phase finale |
| Édition   | Ligue | Class.          | M               | V               | N               | D               | bp              | bc              | Pays hôte    | Résultat     | M            | V            | N            | D            | bp           | bc           |
| --------- | ----- | --------------- | --------------- | --------------- | --------------- | --------------- | --------------- | --------------- | ------------ | ------------ | ------------ | ------------ | ------------ | ------------ | ------------ | ------------ |
| 2018-2019 | B     | 3/3             | 4               | 1               | 0               | 3               | 5               | 5               | 2019         | Inéligible   | Inéligible   | Inéligible   | Inéligible   | Inéligible   | Inéligible   | Inéligible   |
| 2020-2021 | B     | 4/4             | 6               | 1               | 1               | 4               | 5               | 10              | 2021         | Inéligible   | Inéligible   | Inéligible   | Inéligible   | Inéligible   | Inéligible   | Inéligible   |
| 2022-2023 | C     | 3/4             | 6               | 2               | 1               | 3               | 5               | 6               | 2023         | Inéligible   | Inéligible   | Inéligible   | Inéligible   | Inéligible   | Inéligible   | Inéligible   |
| 2024-2025 | C     | 2/4             | 6               | 4               | 1               | 1               | 10              | 5               | 2025         | Inéligible   | Inéligible   | Inéligible   | Inéligible   | Inéligible   | Inéligible   | Inéligible   |
| Total     | Total | Total           | 22              | 8               | 3               | 11              | 25              | 26              | Total        | Total        | 0            | 0            | 0            | 0            | 0            | 0            |

## Identité

### Surnoms
En Slovaquie, la sélection nationale est généralement surnommée Repre en français : « représentation » ou encore Národný tím en français : « équipe nationale  ».

### Couleurs
| \| Période \| Entreprise \| \| --------- \| -------------- \| \| 1993-1995 \| Le coq sportif \| \| 1995-1999 \| Lotto \| \| 2000-2005 \| Nike \| \| 2006-2012 \| Adidas \| \| 2012-2026 \| Puma \| | De 1939 à 1945, la tenue domicile était composée d'un maillot bleu, d'un short rouge et de chaussettes bleu, la tenue extérieur était composée d'un maillot blanc, d'un short bleue et de bas rouges. Le maillot domicile de la Slovaquie était bleu en 1993, cependant depuis, la Slovaquie a changé ses couleurs domiciles passant du bleu au blanc . L'équipe porte généralement des ensembles maillots, shorts et chaussettes blancs ou des ensembles maillots, shorts et chaussettes bleus. Un ensemble composé d'un maillot bleu et un short blanc a également été utilisé lors de certains matchs. L'équipementier officiel était l'allemand Puma, qui a signé un accord à long terme avec la Fédération slovaque jusqu'en 2026, mais en 2016, l'Association a annoncé que le contrat avait été résilié et que l'équipe nationale serait fournie par Nike, qui fournissait auparavant l'équipe dans 1995 à 2005. |
| Période | Entreprise |
| 1993-1995 | Le coq sportif |
| 1995-1999 | Lotto |
| 2000-2005 | Nike |
| 2006-2012 | Adidas |
| 2012-2026 | Puma |

### Infrastructures

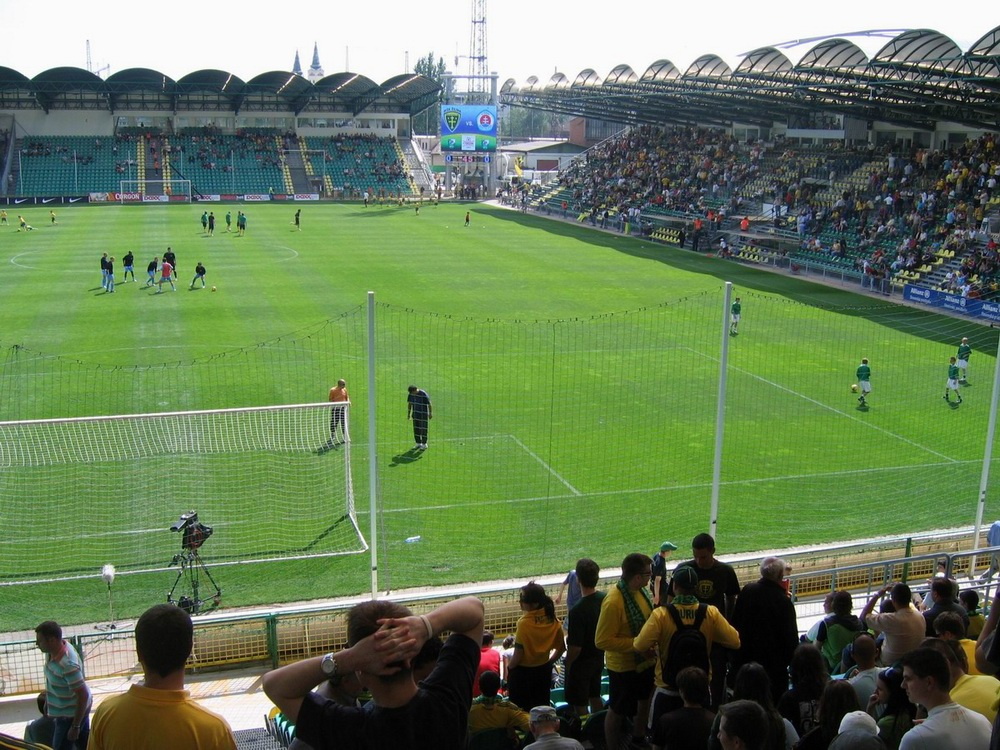
Stade Pod Dubňom, Žilina

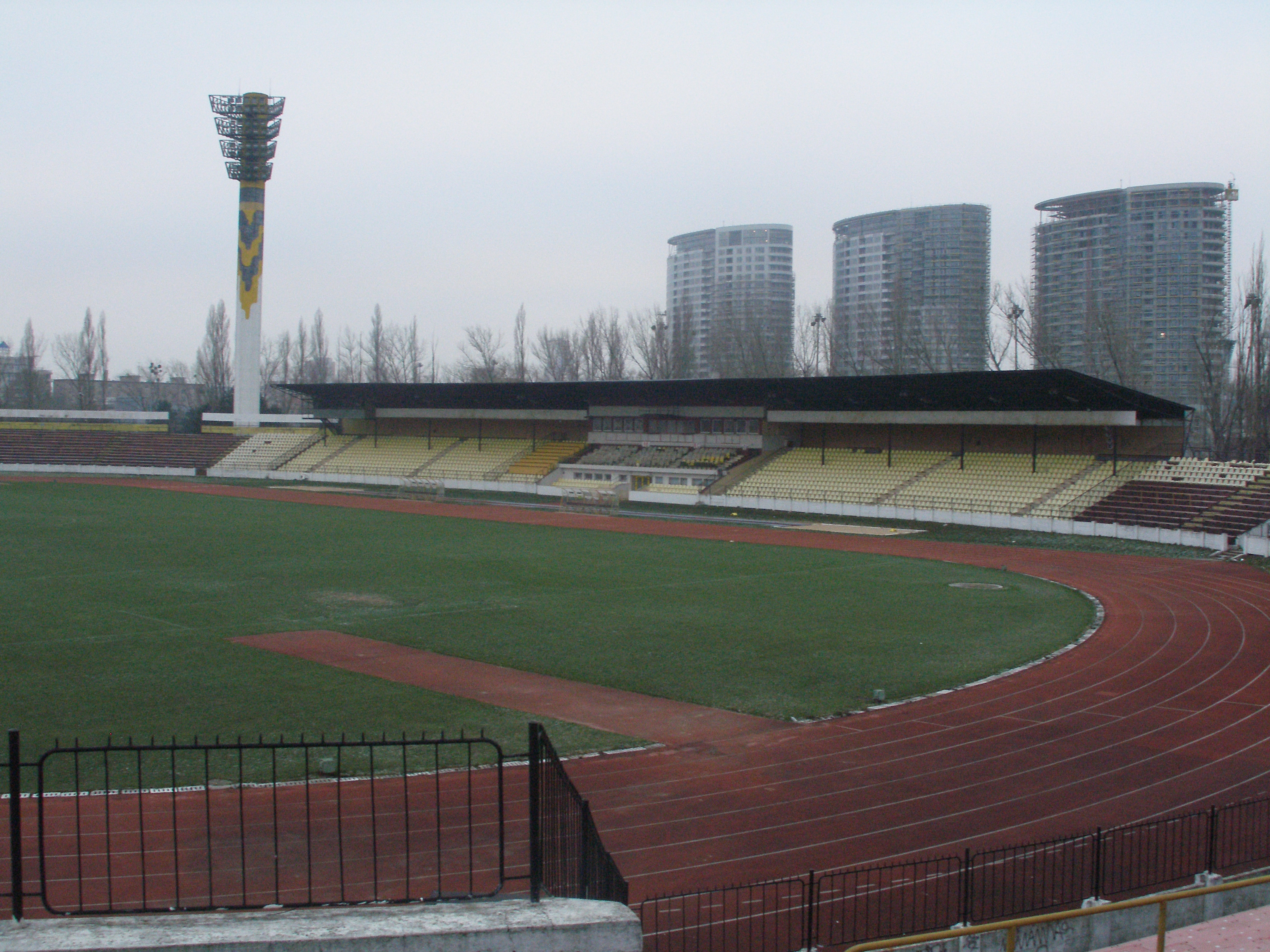
Štadión Pasienky Bratislava

La sélection slovaque dispute sa première rencontre officielle à domicile le 20 avril 1994 au stade Tehelné Pole de Bratislava face à la Croatie. L'équipe nationale de football en Slovaquie utilise actuellement trois stades, le Stade Pod Dubňom de Žilina, le Štadión Pasienky de Bratislava et Stade Antona Malatinského de Trnava. L'équipe nationale a joué pour la dernière fois en 2009 dans le plus grand stade slovaque, le Tehelné Pole de Bratislava, elle n'y joue plus depuis  car le stade ne répond pas aux critères de l'UEFA pour les rencontres internationales. Dans le passé, les matchs à domicile ont parfois été joués dans d'autres stades tels que le Všešportový areál et le Lokomotíva Stadium de Košice, le Štadión pod Zoborom de Nitra, le Mestský štadión de Dubnica ou le stade Tatran de Prešov.
Les stades ayant accueilli la sélection slovaque lors de ses rencontres internationales internationaux:
| Nombre de matches | Stade                               | Premier match    | Dernier match    |
| ----------------- | ----------------------------------- | ---------------- | ---------------- |
| 44                | Tehelné pole, Bratislava            | 20 avril 1994    | 14 novembre 2009 |
| 21                | Štadión pod Dubňom, Žilina          | 30 avril 2004    | 17 novembre 2015 |
| 11                | Štadión Antona Malatinského, Trnava | 24 avril 1996    | 13 novembre 2015 |
| 9                 | Štadión Pasienky, Bratislava        | 18 août 1999     | 16 octobre 2012  |
| 4                 | Všešportový areál, Košice           | 8 mars 1995      | 15 novembre 1995 |
| 2                 | Štadión pod Zoborom, Nitra          | 27 mars 1996     | 24 mai 2000      |
| 2                 | Lokomotíva Stadium, Košice          | 19 août 1998     | 5 septembre 1998 |
| 2                 | Mestský štadión, Dubnica            | 8 septembre 1999 | 13 octobre 2007  |
| 1                 | Štadión na Sihoti, Trenčín          | 5 septembre 2001 | 5 septembre 2001 |
| 1                 | Štadión 1. FC Tatran Prešov, Prešov | 14 mai 2002      | 14 mai 2002      |
| 1                 | Štadión FC ViOn, Zlaté Moravce      | 26 mars 2008     | 26 mars 2008     |
| 1                 | NTC Senec, Senec                    | 23 mai 2014      | 23 mai 2014      |

## Composition de l'équipe de Slovaquie

### Sélectionneurs
Depuis 1993 à ce jour, l'équipe de Slovaquie a connu 11 sélectionneurs. Notamment Vladimír Weiss qui a emmené l'équipe en huitièmes de finale de la Coupe du monde 2010, avant d'être licencié fin janvier 2012 pour sa non-qualification pour l'Euro 2012et est remplacé par son adjoint : Michal Hipp, qui sera épaulé par Stanislav Griga. Le duo démissionne à la suite du résultat nul 1-1 avec le Liechtenstein le 7 juin 2013. Pour les remplacer, Ján Kozák est nommé par la Fédération slovaque de football (SFZ), avec pour objectif principal la qualification pour la Coupe du monde 2014, il reste alors quatre rencontres à disputer.
Les sélectionneurs en italique ont assuré l'intérim.
| Sélectionneur               | Période                         | Matchs | Gagnés | Nuls | Perdus | Gagnés % |
| --------------------------- | ------------------------------- | ------ | ------ | ---- | ------ | -------- |
| Jozef Vengloš               | 1993-1995                       | 16     | 5      | 4    | 7      | 31,3     |
| Jozef Jankech               | 1995-1998                       | 34     | 18     | 6    | 10     | 53       |
| Dušan Radolský              | 1998                            | 1      | 0      | 0    | 1      | 0        |
| Jozef Adamec                | 1999-2001                       | 34     | 13     | 11   | 10     | 38,2     |
| Ladislav Jurkemik           | 2002-2003                       | 19     | 6      | 5    | 8      | 31,6     |
| Dušan Galis                 | 2004-2006                       | 31     | 12     | 12   | 7      | 38,7     |
| Ján Kocian                  | 2006-2008                       | 17     | 3      | 5    | 9      | 17,6     |
| Vladimír Weiss              | 2008-2012                       | 40     | 16     | 8    | 16     | 40       |
| Michal Hipp                 | 2012                            | 1      | 1      | 0    | 0      | 100      |
| Stanislav Griga Michal Hipp | 2012-2013                       | 12     | 3      | 4    | 5      | 25       |
| Ján Kozák                   | 2013-2018                       | 56     | 29     | 10   | 17     | 51,78    |
| Štefan Tarkovič             | 15 octobre 2018-21 octobre 2018 | 1      | 0      | 1    | 0      | 0        |
| Pavel Hapal                 | 2018-2020                       | 16     | 6      | 4    | 6      | 37,5     |
| Oto Brunegraf               | 14 octobre 2020                 | 1      | 0      | 0    | 1      | 0        |
| Štefan Tarkovič             | 20 octobre 2020-7 juin 2022     | 22     | 8      | 7    | 7      | 36,36    |
| Samuel Slovák               | 8 juin 2022-13 juin 2022        | 2      | 1      | 0    | 1      | 50       |
| Francesco Calzona           | 30 août 2022-en cours           | 32     | 14     | 8    | 10     | 43,75    |

Mis à jour le 12 juin 2025.

### Joueurs emblématiques
| Rang | Sélections | Joueur          | Carrière  | Buts |
| ---- | ---------- | --------------- | --------- | ---- |
| 1    | 138        | Marek Hamšík    | 2007-2023 | 26   |
| 2    | 130        | Peter Pekarík   | 2006-     | 2    |
| 3    | 110        | Juraj Kucka     | 2008-     | 14   |
| 4    | 107        | Miroslav Karhan | 1995-2011 | 14   |
| 5    | 104        | Martin Škrtel   | 2004-2019 | 6    |
| 6    | 91         | Ján Ďurica      | 2004-2017 | 4    |
| 7    | 82         | Róbert Vittek   | 2001-2016 | 23   |
| 8    | 81         | Róbert Mak      | 2013-     | 16   |
| 9    | 77         | Vladimír Weiss  | 2009-2022 | 8    |
| 10   | 75         | Ondrej Duda     | 2014-     | 14   |

| Rang | Buts | Joueur           | Carrière  | Sélections | Ratio |
| ---- | ---- | ---------------- | --------- | ---------- | ----- |
| 1    | 26   | Marek Hamšík     | 2007-2023 | 138        | 0,19  |
| 2    | 23   | Róbert Vittek    | 2001-2016 | 82         | 0,28  |
| 3    | 22   | Szilárd Németh   | 1996-2006 | 59         | 0,37  |
| 4    | 16   | Róbert Mak       | 2013-     | 81         | 0,2   |
| 5    | 14   | Marek Mintál     | 2002-2009 | 45         | 0,31  |
| 5    | 14   | Ondrej Duda      | 2014-     | 75         | 0,19  |
| 5    | 14   | Miroslav Karhan  | 1995-2011 | 107        | 0,13  |
| 5    | 14   | Juraj Kucka      | 2008-     | 110        | 0,13  |
| 9    | 13   | Adam Nemec       | 2006-2019 | 43         | 0,3   |
| 9    | 13   | Stanislav Šesták | 2004-2016 | 66         | 0,2   |

Les joueurs en gras sont encore en activité.

## Statistiques

### Nations rencontrées
La sélection slovaque a eu l'occasion de rencontrer de nombreuses nations à travers le monde. La Slovaquie n'a disputé que deux matchs officiels contre des nations non-européennes, lors de son unique participation à une Coupe du monde en 2010 (contre le Paraguay et la Nouvelle-Zélande).
La Slovaquie affronte ses premières équipes non-européennes lors de ses premiers matchs après 50 ans d’absence, lors d'une tournée aux Émirats arabes unis, elle y rencontre sa première nation membre de l'AFC, les Émirats arabes unis le 2 février, puis deux jours plus tard elle rencontre l'Égypte, sa première nation membre de la CAF.
En février 1995, la Slovaquie se déplace pour la première fois sur le continent américain pour affronter le Brésil à Fortaleza, son premier adversaire membre de la CONMEBOL. Lors d'une tournée de trois matchs sur le continent américain au cours du mois de février 1997, la Slovaquie affronte son premier pays membre de la CONCACAF, le Costa Rica. Puis en février 2000, lors de la Copa Ciudad de Valparaíso, les slovaques affrontent leur première nation venu d’Océanie, l'Australie.

### Adversaires les plus fréquents
L'équipe slovaque a joué au moins 9 matchs contre 11 équipes, toutes européennes. Elle a un bilan positif contre 4 d'entre elles, le Liechtenstein, l'Azerbaïdjan, Malte, et la Pologne.
L'adversaire le plus fréquent de la Slovaquie est la Croatie, affrontée à 17 reprises depuis 1941. Les deux pays se sont rencontrés le plus souvent en match amical et à deux reprises à l'occasion des éliminatoires pour l'Euro 2020, ils se retrouvent par ailleurs à l'occasion des éliminatoires pour la Coupe du monde 2022. Les deux sélections se sont affrontés à sept reprises entre 1941 et 1944 avant de disparaître, la Slovaquie affronte la Croatie pour son premier match à domicile après la disparition de la Tchécoslovaquie.
La Slovaquie a affronté 14 fois le voisin tchèque pour un bilan négatif de 3 victoires, 2 nuls et 9 défaites. Sur ces 14 rencontres, 3 seulement relèvent d'un match amical et 11 fois en match officiel (dont 4 en Ligue des nations), c'est l'adversaire le plus fréquent en match officiel de la Slovaquie.
L'équipe slovaque a rencontré 12 fois l'Azerbaïdjan, toujours à l'occasion de rencontres compétitives et jamais en amical. Les deux pays se sont rencontrés pour les phases de qualification pour les Euro 1996 et 2000 lors de leurs premiers affrontements, tandis que les rencontres les plus récentes ont eu lieu en Ligue des nations (4 matchs en 2022 et 2024).
L'équipe slovaque a rencontré 12 fois la Roumanie, dont 7 fois pour un match amical, les deux pays se sont rencontrés pour les phases de qualification pour les Euro 1996 et 2000, ainsi que lors de la dernière journée du premier tour de l'Euro 2024.
La Slovaquie a également affronté l'Allemagne à 11 reprises, 8 fois en amical et 3 fois en match officiel, la Slovaquie à un bilan fortement négatif avec seulement 3 victoires pour 8 défaites, elle a affronté le Liechtenstein à 11 occasions, et notamment 10 fois en match officiel.
| Adversaire    | Joués | Victoires | Matchs nuls | Défaites | Buts pour | Buts contre | Différence |
| ------------- | ----- | --------- | ----------- | -------- | --------- | ----------- | ---------- |
| Croatie       | 17    | 2         | 4           | 11       | 20        | 43          | -23        |
| Tchéquie      | 14    | 3         | 2           | 9        | 12        | 29          | -17        |
| Azerbaïdjan   | 12    | 10        | 0           | 2        | 26        | 8           | +18        |
| Roumanie      | 12    | 1         | 6           | 5        | 13        | 21          | -8         |
| Allemagne     | 11    | 3         | 0           | 8        | 12        | 25          | -13        |
| Liechtenstein | 11    | 9         | 2           | 0        | 30        | 1           | +29        |
| Russie        | 11    | 4         | 3           | 4        | 10        | 10          | 0          |
| Malte         | 10    | 8         | 2           | 0        | 29        | 5           | +24        |
| Slovénie      | 10    | 1         | 5           | 4        | 6         | 10          | -4         |
| Pologne       | 9     | 5         | 1           | 3        | 14        | 14          | 0          |
| Suède         | 9     | 0         | 4           | 5        | 5         | 16          | -11        |
| Ukraine       | 9     | 2         | 3           | 4        | 11        | 11          | 0          |

### Classement FIFA
La Slovaquie a connu son meilleur classement FIFA en septembre 2010 en atteignant la 16e place. Leur plus mauvais classement est une 150e place en décembre 1993, alors que l'équipe n'avait aucune rencontre de comptabilisé, la Slovaquie effectue son retour sur la scène internationale en février 1994 en disputant 3 matchs, dès ce mois, la Slovaquie voit son classement fortement amélioré, elle enregistre sa meilleure progression avec 92 places gagnées.
| Année               | 1993 | 1994 | 1995 | 1996 | 1997 | 1998 | 1999 | 2000 | 2001 | 2002 | 2003 | 2004 | 2005 | 2006 | 2007 | 2008 | 2009 | 2010 | 2011 | 2012 | 2013 | 2014 | 2015 | 2016 | 2017 | 2018 | 2019 | 2020 | 2021 | 2022 | 2023 | 2024 |
| ------------------- | ---- | ---- | ---- | ---- | ---- | ---- | ---- | ---- | ---- | ---- | ---- | ---- | ---- | ---- | ---- | ---- | ---- | ---- | ---- | ---- | ---- | ---- | ---- | ---- | ---- | ---- | ---- | ---- | ---- | ---- | ---- | ---- |
| Classement mondial  | 150  | 43   | 35   | 30   | 34   | 32   | 21   | 24   | 47   | 55   | 50   | 53   | 45   | 37   | 53   | 44   | 33   | 20   | 40   | 47   | 60   | 21   | 26   | 25   | 28   | 27   | 32   | 33   | 42   | 54   | 45   | 41   |
| Classement européen | 43   | 25   | 22   | 17   | 18   | 16   | 17   | 16   | 23   | 29   | 25   | 26   | 23   | 21   | 31   | 24   | 20   | 13   | 23   | 24   | 31   | 12   |      |      |      |      | 19   | 19   | 24   | 25   | 25   | 23   |

| Légende du classement mondial : | de 1 à 25 | de 26 à 50 | de 51 à 209 |

| Légende du classement européen : | de 1 à 15 | de 16 à 30 | de 31 à 54 |